# Operace Bi'ur Chamec

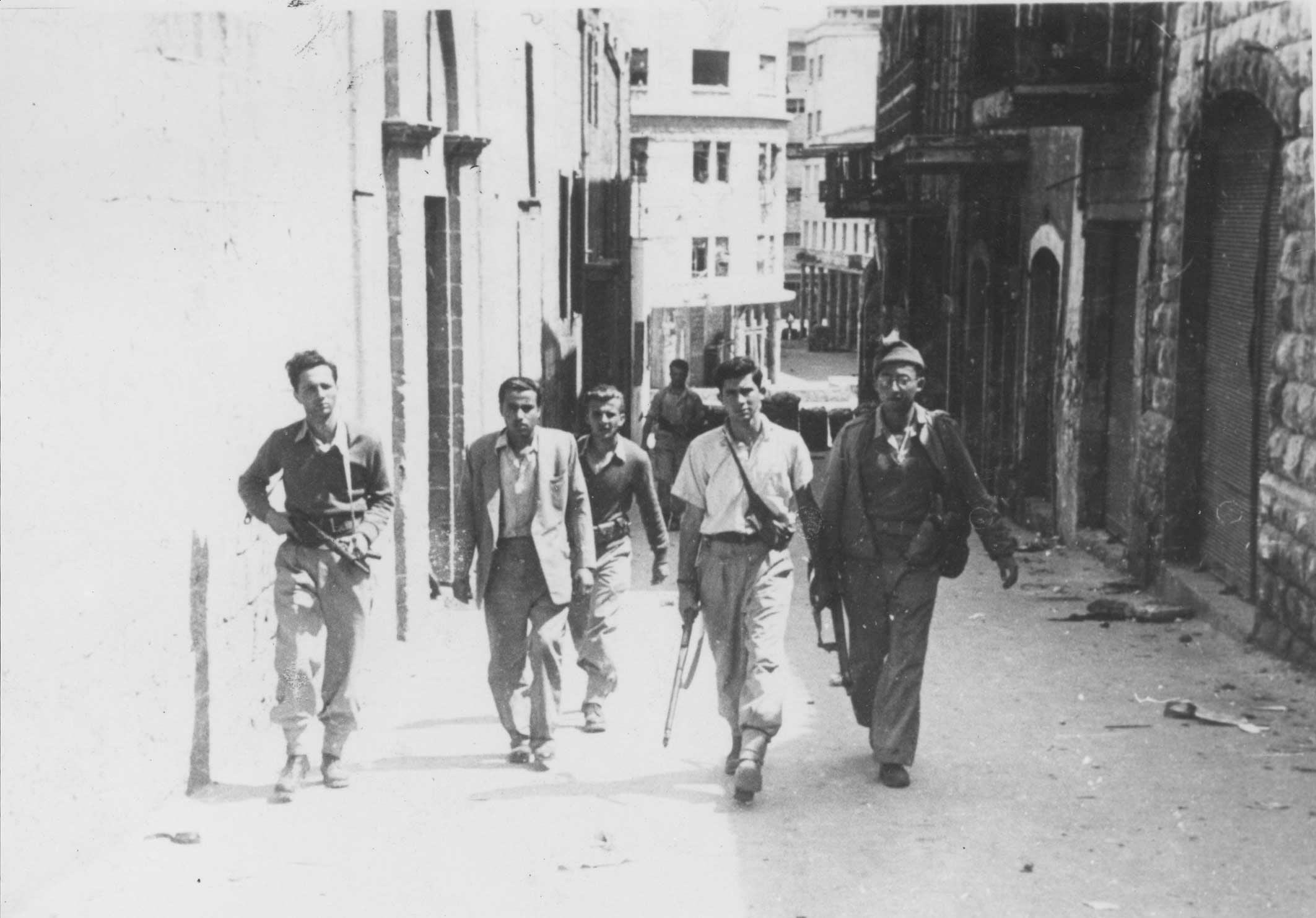
Členové židovské vojenské organizace v Haifě

Operace Bi'ur Chamec (také operace Bi'ur Hametz, bitva o Haifu nebo pád Haify, hebrejsky: מבצע ביעור חמץ - pesachové očištění) byla operace židovské vojenské organizace Hagany provedená ve dnech 21. a 22. dubna 1948. Byla jednou z hlavních událostí v závěrečných fázích občanské války v Palestině, která vedla k první arabsko-izraelské válce v roce 1948.

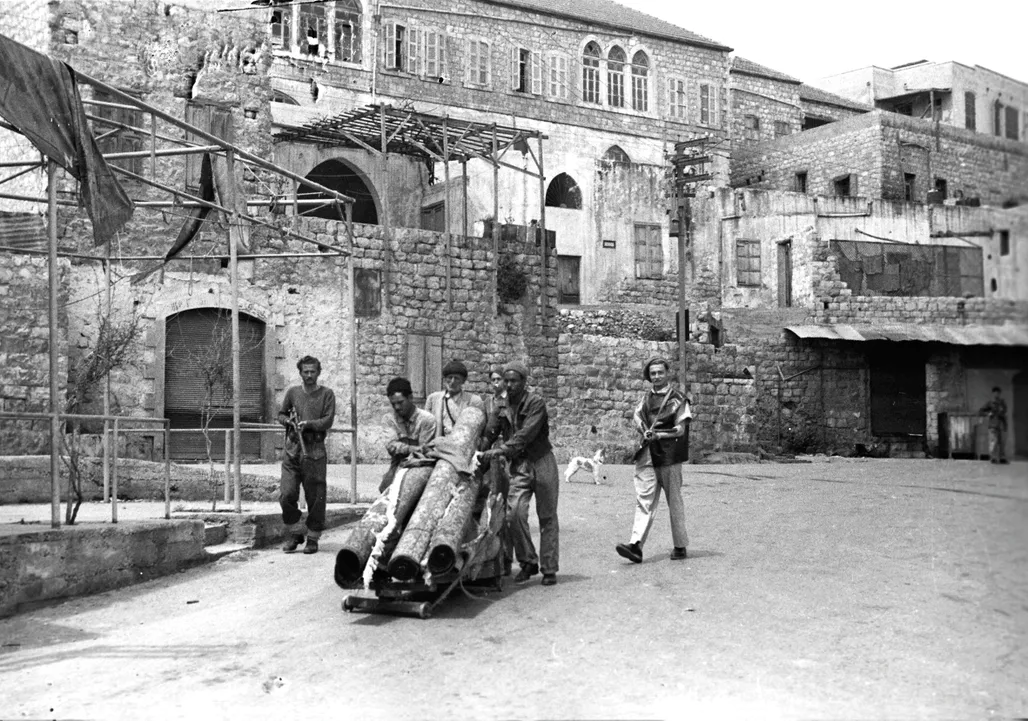
Palestinští bojovníci v Haifě

Cílem židovské operace Bi'ur Chamec bylo obsazení arabských čtvrtí Haify a vyhnání palestinského obyvatelstva. Operace se zúčastnily především židovské militaristické organizace Irgun a Hagana. Z přibližně 65 000 až 70 000 arabských obyvatel Haify před konfliktem jich v polovině května zůstalo ve městě pouze 4 000.
Bitvě o Haifu předcházelo přijetí plánu OSN na rozdělení Palestiny v listopadu 1947. Velká Británie se proto v květnu 1948 vzdala své mandátní vlády nad Palestinou s ohledem na založení státu Izrael. Přes přístav Haifa zahájila postupný odchod všech britských sil, které kontrolovaly město a udržovaly nárazník mezi židovským a arabským obyvatelstvem.

## Historické okolnosti

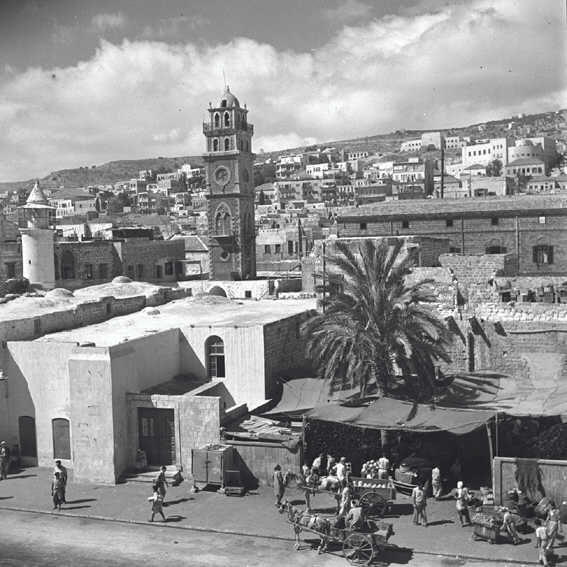
Haifa v roce 1945

Haifa bylo v roce 1948 významné přístavní město ležící na pobřeží Středozemního moře a strategické místo v Palestině. Před válkou byla Haifa smíšeným městem se 135 000 obyvateli, rozdělenými mezi Židy (70 000) a palestinské Araby (65 000). Obě populace žily z velké části odděleně. Hlavními židovskými oblastmi města byly Hadar ha-Karmel, Bat Galim a Neve Sha'anan. Převážně arabské byly Halisa, Vádí Salib, Vádí Nisnas, Kfur Samir a Vádí al-Jimal.
Haifa byla v té době největším hlubinným přístavem v zemi, byla konečnou stanicí ropovodu Mosul-Haifa a sídlem ropných rafinérií Consolidated Refinies. Vedla tudy vedlejší trať Hejaz Railway. Vedení izraelské prozatímní vlády proto považovalo za životně důležité mít Haifu pod kontrolou, neboť přes přístav by bylo možné získávat zásoby a zbraně během případného arabsko-izraelského konfliktu.
Dne 29. listopadu 1947 byla Valným shromážděním OSN přijata rezoluce, která doporučila přijetí plánu na rozdělení Palestiny. V rámci tohoto plánu byla Haifa přidělena židovskému státu. V mandátní Palestině poté vypukla občanská válka a arabské obyvatelstvo Haify bylo vystaveno teroristickým útokům židovských militaristických organizací Irgun a Hagana.
Arabská část Haify byla vzdálená od ostatních velkých arabských center v Palestině a kontakt byl navíc přerušen židovskými vesnicemi podél přístupových cest do Haify. Podniky v této části Haify byly uzavřeny, nezaměstnanost byla vysoká a ceny potravin stoupaly. Mnoho Palestinců začalo z města prchat a v polovině března roku 1948 již bylo z Haify evakuováno 25 000 až 30 000 palestinských Arabů.

## Nepřátelské akce v březnu a dubnu

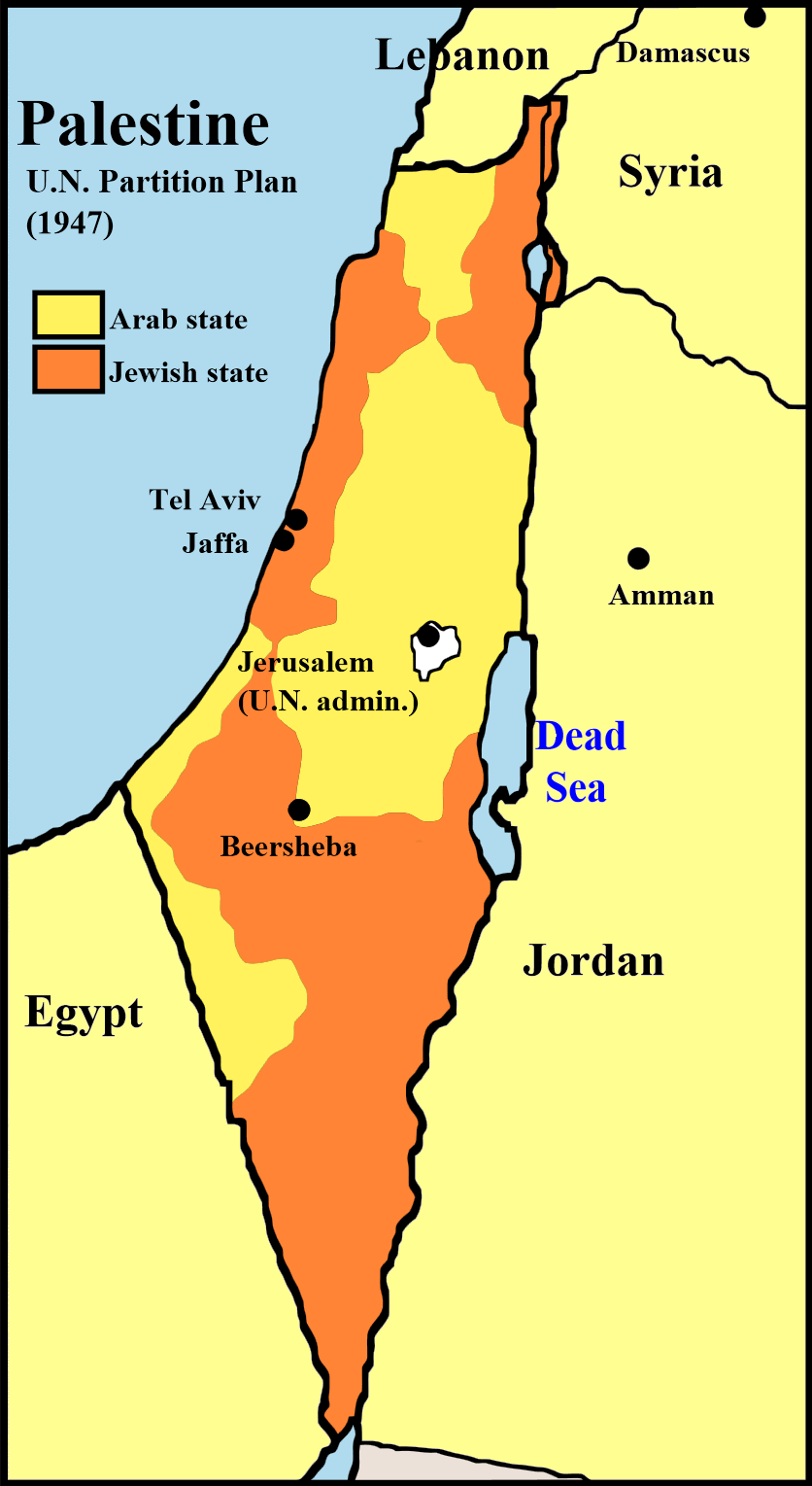
Plán OSN na rozdělení Palestiny z roku 1947

- Plán OSN na rozdělení Palestiny z roku 1947Přijatá rezoluce OSN, která Haifu přidělila židovskému státu, mimo jiné způsobila postupný odchod všech britských sil, které kontrolovaly město a udržovaly příměří mezi židovským a arabským obyvatelstvem. Po předání mandátu prozatímní palestinské vládě začátkem dubna 1948 zahájili Britové evakuaci svých jednotek přes přístav Haifa.
- Pro hladké předání mandátu prozatímní palestinské vládě byla zřízena místní arabská dobrovolnická policie. Dne 17. března 1948 byl velitel městské arabské milice Mohammad bin Hammad Al Huneiti zabit u konvoje s 15 tunami zbraní. Provedla to organizace Hagana, která dokázala zachytit většinu arabských konvojů v Haifě.
- Dne 27. března byl v Damašku jmenován vojenským výborem Arabské osvobozenecké armády kapitán Amin Izz al-Di, který měl velet arabské posádce v palestinské části města Haify. Amin Izz al-Din zorganizoval několik operací proti židovské komunitě, včetně odpálení nákladního automobilu plného výbušnin. Boje ve městě se zintenzivnily přestřelkami a minometnými útoky. Během příštího měsíce se však původní síla 450 mužů arabské posádky zmenšovala dezercí, až přestala být schopnou boje.
- Dne 18. dubna 1948 bylo město Tiberias v severním distriktu Izraele ovládnuto izraelskými silami a arabská populace byla vysídlena. Na základě této události britský generálmajor Hugh Stockwell, který velel severnímu sektoru v Haifě, povolal do svého velitelství Harryho Beilina, styčného důstojníka Židovské agentury pro britskou armádu. Informoval ho o okamžitém zahájení evakuace britských sil z Haify a jejím ukončení do 20. dubna.
- Židovská vojenská organizace Hagana to viděla jako příležitost a rychle připravila útok na arabské čtvrti Vádí Nisnas, Vádí Salib a Halisa.

## Bitva o Haifu v dubnu

Symbol Hagany

- Symbol HaganySíly Hagany se skládaly z 5 rot polního sboru, jedné roty Palmach a kontingentu gardového sboru. Židovské síly zaútočily na Vádí Salib a Vádí Nisnas z Hadar ha-Karmelu, zatímco hlavní část útoku na Halisu přišla z Neve Ša'ananu. Arabská velitelství byla v centru města, poblíž přístavu a železničního depa.
- 21. a 22. dubna ještě před prvním útokem provedla Hagana minometné útoky na arabské obyvatelstvo v Haifě, které měly zlomit arabskou morálku a přivodit rychlou kapitulaci. To se podařilo, neboť po minometné palbě vypukla velká panika, dav se vrhl do přístavu, vzal lodě útokem a začal opouštět město.

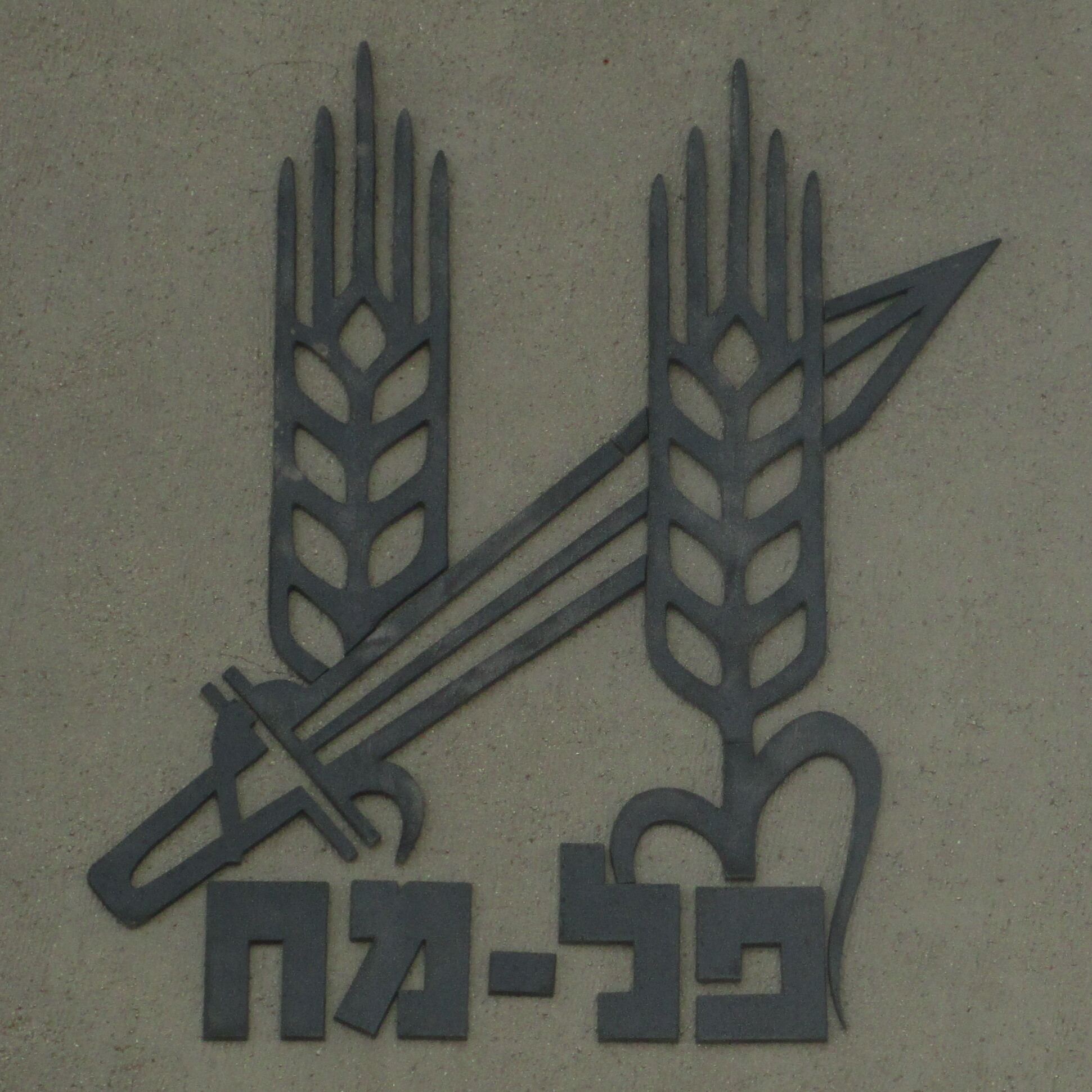
Symbol Palmachu

- Symbol PalmachuPrvní útok byl pak proveden v oblasti mostu Rushmiyya, který odřízl arabské oblasti. Následující den byl Arabský národní výbor Haify připraven požádat o příměří prostřednictvím britského generála Stockwella. Úplné odzbrojení, odevzdání zbraní a zákaz vycházení navrhované Haganou však arabské vedení nepřijalo.
- Boje proto pokračovaly a židovští bojovníci získali v Haifě převahu. 22. dubna 1948 boje skončily a obě strany uzavřely příměří. Židé se zavázali chránit arabské civilisty a arabští vojáci složili zbraně.
- Přesto nastal exodus arabského obyvatelstva, neboť "Arabové se nechtěli podřídit příměří, které by jim přineslo hanbu a raději se vzdali svých domovů, svého majetku a všeho, co vlastnili na tomto světě, a opustili město. Skutečně to udělali."
- New York Times uvedly, že "Masová evakuace, způsobená částečně strachem, částečně instrukcemi arabských vůdců, zanechala arabskou čtvrť Haify jako město duchů."
- Rashid al-Haj Ibrahim, palestinský arabský městský předák, popsal útoky jako "Vyvolávání teroru mezi ženami a dětmi, které byly velmi ovlivněny hrůzami Dayr Yasin". Útěk arabských obyvatel Haify popsal takto: "Tisíce žen, dětí a mužů spěchaly do přístavní oblasti ve stavu chaosu a teroru, který nemá v historii arabského národa obdoby. Utekli ze svých domů na pobřeží, bosí a nazí, aby čekali, až na ně přijde řada, aby mohli odcestovat do Libanonu. Opustili svou vlast, své domy, svůj majetek, své peníze, svůj blahobyt a svá řemesla, aby se vzdali své důstojnosti a svých duší."

## Důsledky bitvy

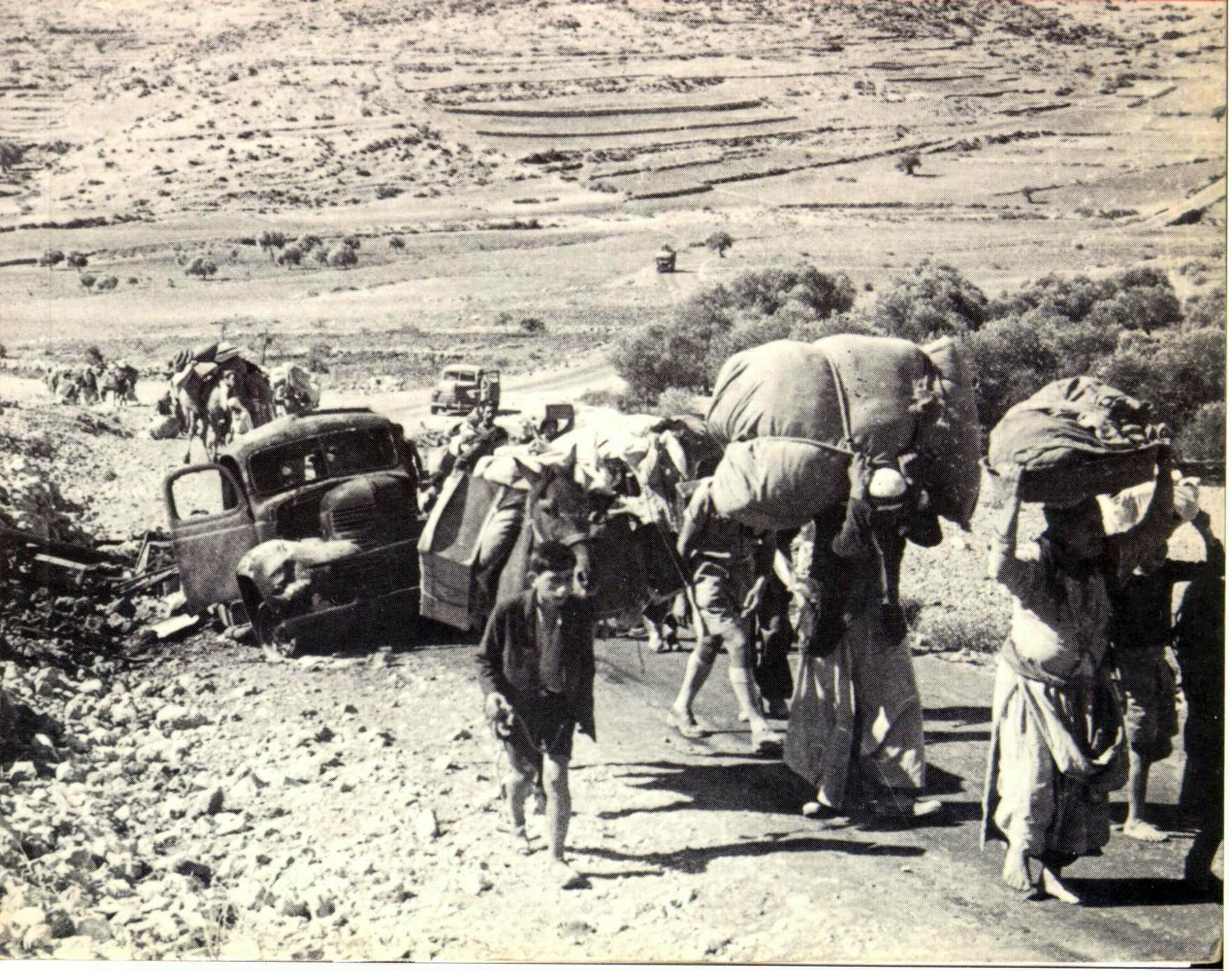
Palestinští uprchlíci v roce 1948

Dne 23. dubna vyhlásil generál Moše Karmel ve městě stanné právo, neboť po pádu města došlo v arabských oblastech k rozsáhlému rabování sionistickými silami. Generál Moše Dajan byl jmenován správou opuštěného arabského majetku ve městě. Zavedl politiku sběru všeho, co armáda mohla použít, a zbytek byl rozdělen mezi židovské zemědělské osady. S touto politikou souhlasila i Golda Meirová.
Systematické ničení bývalých arabských obydlí bylo v některých oblastech prováděno oddělením technického a městského rozvoje Haify ve spolupráci s velitelem města Ya'akovem Lublinim.
Po 22. dubnu zůstávalo v Haifě asi 30 až 45 000 Arabů z původních 65 000 až 70 000. V polovině května jich bylo už jenom 4 000. V červenci byli zbývající Palestinci vyhnáni ze svých domovů a soustředěni především ve čtvrti Vádí Nisnas.
Vysídlení Palestinců z Haify tvořilo významnou součást rozsáhlejšího palestinského exodu v roce 1948.